# Bourgogne-Fresne
Bourgogne-Fresne je francouzská obec v departementu Marne v regionu Grand Est.
Obec vznikla 1.1. 2017 sloučením obcí Bourgogne a Fresne-lès-Reims. V roce 2014 žilo v těchto obcích celkem 1 478 obyvatel.

## Poloha obce
Sousední obce jsou: Auménancourt, Bétheny, Boult-sur-Suippe, Brimont, Pomacle, Saint-Étienne-sur-Suippe a Witry-lès-Reims.